# EIS-Sensor

Prinzip des EIS-Sensors

Ein EIS-Sensor (englisch electrolyte–insulator–semiconductor sensor; dt.: Elektrolyt-Isolator-Halbleiter-Sensor) ist ein Sensor zur Messung des pH-Wertes oder des Glucosewertes von Flüssigkeiten. Er basiert auf einer Metall-Isolator-Halbleiter-Struktur, mit dem Unterschied, dass der Metallkontakt durch ein Elektrolyt und eine Referenzelektrode ersetzt ist.